# علقمة (صقلية)

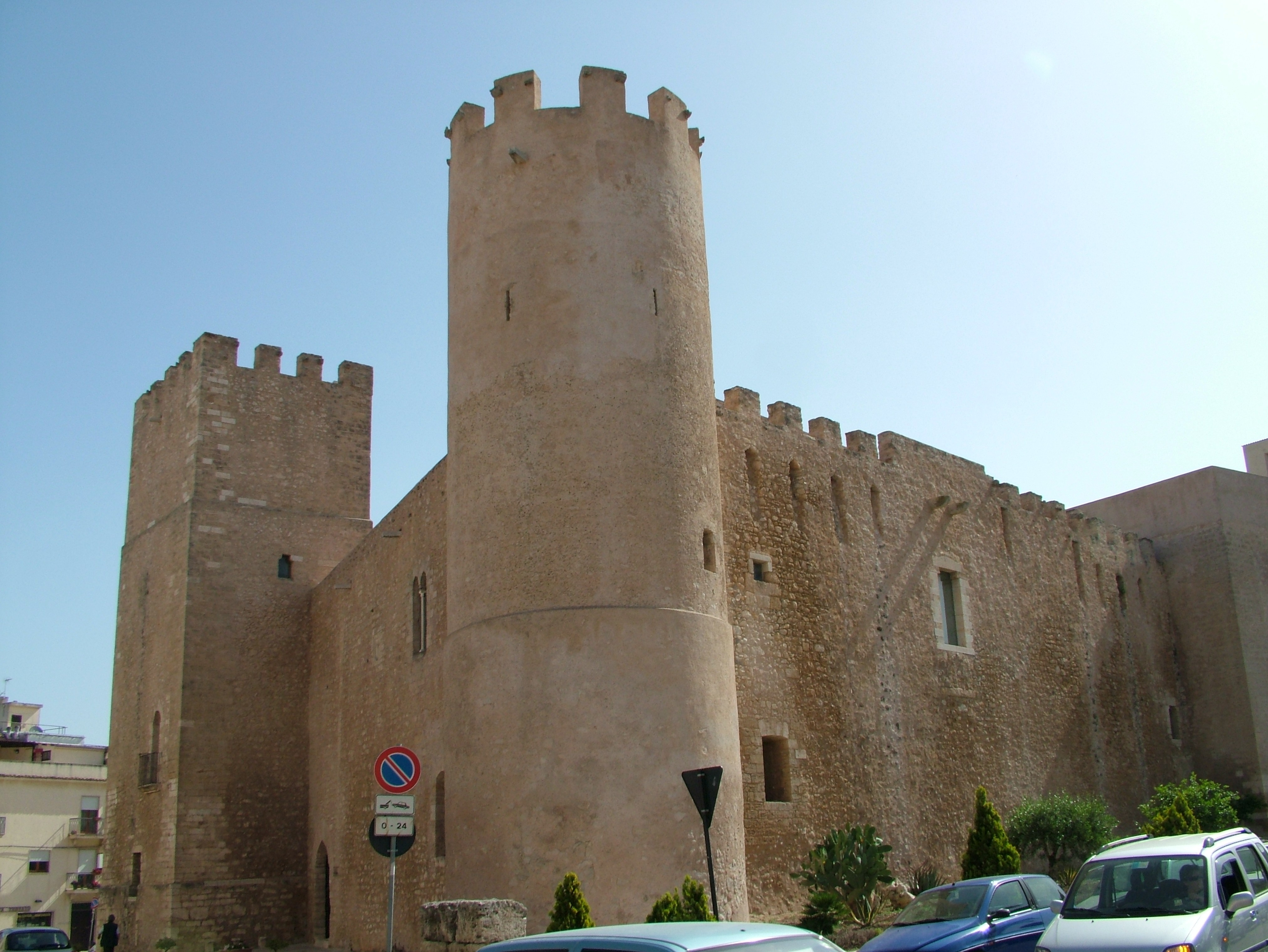
القلعة

عَلْقَمَة (بالإيطالية: Alcamo)‏، مدينة إيطالية في صقلية ضمن مقاطعة طرابنش تقع في وسط خليج المدارج  (Golfo di Castellammare) على الساحل الشمالي الغربي للجزيرة ترتفع 256 مترا فوق مستوى البحر بالقرب من جبل مُنت بونِفاط تبعد 53 كم عن طرابنش و 65 كم عن بلرم و 130 كم عن جرجنت، كركنت، عدد سكانها 44.959 نسمة.

## السكان
تطور النمو السكاني لـ ألكامو

## التاريخ
أسسها العرب المسلمون في 828 من قبل القائد المسلم القاموق. بعض المصادر ترجع تاريخها إلى عام 972 بعد أكثر من قرن على نزول المسلمين أول مرة في مازر الذي مهد الطريق لفتح كامل الجزيرة بسقوط طبرمين عام 902، الوثيقة الأولى التي بها إشارة إلى علقمة ترجع إلى عام 1154 وهي وثيقة قدمها الجغرافي العربي الإدريسي. بعد سنوات قليلة، وصف ابن جبير المدينة بوصفها بلدة (بها مساجد والسوق). في العصور الوسطى كان يسكن علقمة مسلمون كثيرون ولكن أعدادهم أخذت بالانخفاض بعد سيطرة نورمان على صقلية، الذي بدأ في عام 1060. مما سبب سلسلة من الثورة العربية بين 1221 و1243 قام على إثرها الملك فريدريك الثاني بتجهير الكثير من السكان العرب من علقمة إلى مستوطنة لوجارة (Lucera)، بينما جاء بالمسيحيين من بونيفاتو لتسكن المدينة. وفي هذه الفترة ولد الشاعر تشولو الشهير بشيلو العلقمي (Cielo d'Alcamo) أي شيلو من علقمة.
عدة إقطاعيين من مملكة نابولي نجحوا في حكم المدينة حتى عام 1618 حين باع فكتوريا كولُنّا (Vittoria Colonna) علقمة إلى بيترو بالسامو أمير روكافيوريتا مقابل 2،000 سكودو. في القرن الرابع عشر علقمة بلغ سكانها 3،000 نسمة. وفي اواخر القرن السادس عشر أهلك السكان من الاوبئة، ولكنها استردت عافيتها وزاد عدد سكانها إلى 13،000 في عام 1798. وبعد مرور أربع سنوات ألغي الإقطاع وأصبحت المدينة مباشرة تابعة للمملكة. في عام 1829 قتل الوباء الكوليرا مرة أخرى كثيرا من السكان، تكررت الكارثة مرة أخرى في عام 1918، وهذه المرة بسبب الانفلونزا الإسبانية. وفي عام 1860 اندلع ثورة الوحدة الإيطالية وانضم إليها العديد من أبناء علقمة دعما لها وللقتال مع حملة غاريبالدي إلى جنوب إيطاليا.
في نهاية الحرب العالمية الثانية دخلت قوات الحلفاء علقمة بدون معارضة يوم 21 يوليو 1943، تحرير المدينة من الفاشيه.